# Chorizanthe clevelandii
Chorizanthe clevelandii är en slideväxtart som beskrevs av Charles Christopher Parry. Chorizanthe clevelandii ingår i släktet Chorizanthe och familjen slideväxter. Inga underarter finns listade i Catalogue of Life.